# Удмуртська мова
Удму́ртська мо́ва (Удмурт кыл, Udmurt kyl; МФА: [ʊdˈmʊərt kɨɫ] ( прослухати)) — мова удмуртського народу. Є однією з офіційних мов Удмуртії, поширена у Татарстані, Башкортостані, Марій Ел, Пермському краї, Кіровській і Свердловській областях, також незначна кількість носіїв є у Казахстані. У Росії до 1920-х років офіційно мала назву вотя́цька мо́ва, во́тська мо́ва (рос. вотяцкий язык, вотский язык).

## Чисельність носіїв і діалектний розподіл
Чисельність носіїв удмуртської мови у Росії — 464 тис. осіб (станом на 2002 рік). Приблизно 3/4 усіх удмуртів називають удмуртську мову рідною, хоча кількість тих, що використовують її постійно, значно менша й постійно зменшується. За підрахунками компанії Google, до 2100 року мова може зникнути, оскільки використовується паралельно з російською й більшість носіїв надають перевагу саме російській. Мова не має суттєвої підтримки з боку влади та інших організацій. Її вивчають у школах, але розмовляють нею здебільшого в сільській місцевості.
Удмуртська мова належить до пермської групи фіно-угорських мов уральської сім'ї мов. Діалектне членування удмуртської мови представлене південним (іноді виділяють ще периферійно-південне), північним та бесерм'янським (удмуртомовні татари) діалектами.

## Особливості
До характерних ознак удмуртської мови належать:
У морфології:
- слабка морфологічна диференціація між деякими частинами мови:

из (каміння) та из (кам'яний)
- аглютинація (з елементами словозміни):

арган (гармонь) та арганчи (гармоніст)
шуд (щастя) та шудтэм (нещасний)
- іме́нникові властиві категорії числа, відмінка (є 15 відмінків, що входять залежно від значення іменника у 2 групи — суб'єктно-об'єктну і місцеву), присвійності та специфічна категорія — виокремленої вказівності; категорії роду немає;
- удмуртське дієслово має категорії перехідності/неперехідності, способу (дійсний, умовний, наказовий), часу, числа, особи, стану, виду і фіктивності.
- Як і в багатьох фіно-угорських мовах в удмуртській мові багато відмінків. Їх 19.
- інфінітив дієслова в удмуртській мові має форму на -ны

гыры-ны (орати), мыны-ны (йти, їхати)
- Крім активного, пасивного і зворотного станів, удмуртські дієслова мають і особливий — спонукальний стан, який утворюється за допомогою афіксу -ты-:

ужаны (працювати) та ужытыны (примусити працювати)
- дві дієслівні відміни
- наявність дієслівних форм дієприкметника і дієприслівника.

У синтаксисі:
- порядок слів у реченні не є фіксованим.

У фонетиці:
- на відміну від решти пермських мов удмуртська мова має наголос на останньому складі слова.

У лексиці:
- Наявність значного числа запозичень із тюркських мов, російської мови, а також деяких привнесень із іранських мов.

## Писемність

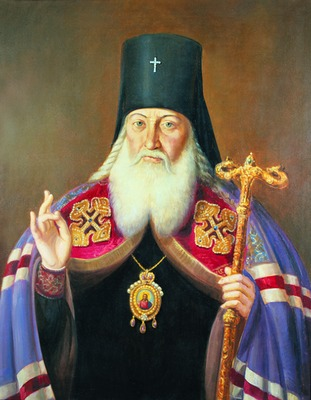
Веніамін (Пуцек-Григорович), автор першої сучасної граматики удмуртської мови

Розробку удмуртської писемності розпочато у XVIII столітті.
Як і для багатьох інших мов СРСР для удмуртської планували ввести Латиницю, але Удмуртська Автономна Радянська влада гальмувала цей момент, адже до цього було випробувано дуже багато не зручних варіантів, а дійшовши згоди на кирилиці на Латиницю ніхто міняти не захотів. Врешті всі мови почали знову переводити на латиницю, а в удмуртів вже все було готово.
Сучасна абетка — на основі кирилиці і складається з 38 літер, з них 33 — кириличні, решта 5 з діакритичними знаками.

### Абетка
| А а | Б б | В в | Г г | Д д | Е е | Ё ё |
| Ж ж | Ӝ ӝ | З з | Ӟ ӟ | И и | Ӥ ӥ | Й й |
| К к | Л л | Л л | М м | Н н | О о | Ö ö |
| П п | Р р | С с | Т т | У у | Ф ф | Х х |
| Ц ц | Ч ч | Ӵ ӵ | Ш ш | Щ щ | Ъ ъ | Ы ы |
| Ь ь | Э э | Ю ю | Я я |     |     |     |

Деякі букви читаються не так, як в українській мові, або ж узагалі відсутні в українській абетці:
- Е е (МФА: [je], МФА: [ʲe]) – читається як укр. є: після приголосних звуків (д, т, з, с, ц, л, н) як укр. ье, в інших випадках – як укр. йе
- Ё ё (МФА: [jo], МФА: [ʲo]) – читається як укр. йо, після приголосних звуків (д, т, з, с, ц, л, н) як укр. ьо
- Ӝ ӝ (МФА: [dʒ]) – читається як укр. дж або серб. џ
- Ӟ ӟ (МФА: [dʑ]) – читається як укр. джь або серб. ђ
- И и (МФА: [i], МФА: [ʲi]) – читається як укр. і, але помʼякшує попередній приголосний звук (д, т, з, с, ц, л, н)
- Ӥ ӥ (МФА: [i]) – читається як укр. і, але не помʼякшує попередній приголосний звук
- Ö ö (МФА: [ə]) – шва (рідко використовується в українській мові, читається як e в англ. taken)
- Ч ч (МФА: [tɕ]) – читається як укр. чь або серб. ћ
- Ӵ ӵ (МФА: [tʃ]) – читається як укр. ч
- Щ щ (МФА: [ɕ], МФА: [ɕː]) – читається як укр. шь або укр. шшь, використовується лише у запозиченнях з російської мови
- ъ – використовується як розділовий знак, український відповідник – апостроф
- Ы ы (МФА: [ɨ~ɯ]) – читається як біл. ы (звучить трохи глибше, ніж укр. и)
- Э э (МФА: [tʃ]) – читається як укр. е

## Застосування
Першопрохідцем вивчення удмуртської мови був митрополит Казанський та Свіязький (1775—1782) Веніамін Пуцек-Григорович, мовознавець українського походження родом з Лохвиці на Полтавщині. Під його керівництвом були створені промови та вірші (тексти од, кантат) не лише удмуртською, а й іншими мовами Поволжя — мордовською, чуваською і татарською, частину цих творів було виголошено й виконано в Казані 1767 року на честь прибуття туди Катерини II, а на початку 1769 року вони були надруковані в Санкт-Петербурзі у збірці «Духовна церемонія» (згодом світ побачило її продовження — «Шлюб душі благочестивої»).

### Літературна мова

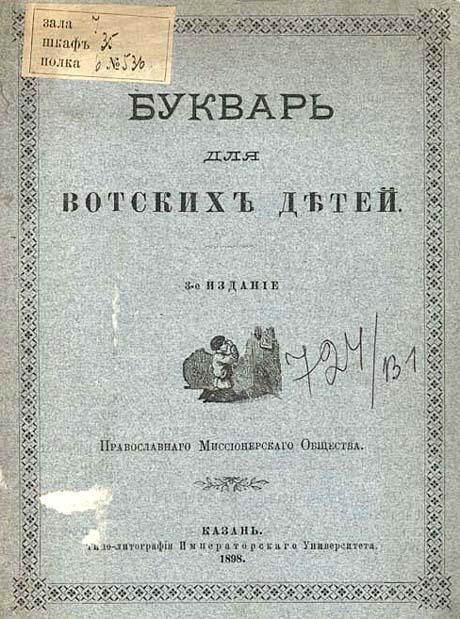
Удмуртський буквар 1898 р.

У XIX столітті зародилася удмуртська література, розвиваючись на основі різних наріч. У 1847 році були видані перші книги удмуртською мовою.
Літературна норма удмуртської мови являє собою синтез основних наріч (крім бесерм'янського) з переважанням ролі південного наріччя і була вироблена вже у XX столітті. Важливу роль у її створенні і покращенні відіграв Василь Алатирєв.
Класиками літератури удмуртської мови є поети Г. Верещагін, Кузебай Герд (К. П. Чайников), Ашальчи Окі (Л. Г. Векшина), П. Лужанін (П. В. Корепанов) і прозаїки Кедра Мітрей (Д. І. Корепанов), М. П. Петров і Г. Д. Красильников. Спілка удмуртських письменників діє з 1934 року.

### Удмуртська мова в Інтернеті
Удмуртський національний Інтернет (Удмуртнет) у силу психологічних, соціально-економічних, мовних, інформаційних і бюрократичних причин є розвинутим недостатньо.
Першим сайтом Удмуртнету вважається Інтернет-сторінка братів Петрових із села Курчум-Нор'я Малопургінського району Республіки Удмуртія, створена у 2001 році. Зараз Удмуртнет — це переважно культурницькі проєкти — «Удмуртологія», «Удмуртська мова», «Удмуртські вірші» (брати Петрови), Удмуртська енциклопедія Удмурт элькун, «Вся наша жизнь — Игра» (приватний сайт Сергія та Віри Чіркових, присвячений удмуртській культурі). З решти вирізняється «Удмуртологія» (автор Деніс Сахарних, Іжевськ, Удмуртія) об'єднанням відразу декількох авторських проєктів, в тому числі і Ошмесдинь (сторінка воршуда Шудбурдинь. Існує Вікіпедія удмуртською мовою.
Варто відзначити, що більшість удмуртомовних сайтів створені й підтримуються за власний кошт їхніх власників, а деякі хостяться навіть не в Росії.

### Удмуртська мова та Україна
Удмуртською мовою за СРСР видано Слово о полку Ігоревім, твори Т. Г. Шевченка, І. Я. Франка, Панаса Мирного тощо.
Українською опубліковані твори деяких удмуртських письменників (Г. Красильникова, Г. Ходирєва та інших).